# Пам'ятки монументального мистецтва України національного значення
Пам'ятки монументального мистецтва національного значення - об'єкти культурної спадщини, внесені до Державного реєстру нерухомих пам'яток України.

## м. Київ
| Найменування пам'ятки                      | Дата створення | Автор                                                                                           | Матеріал       | Адреса                                     | Охоронний № | Фото |
| ------------------------------------------ | -------------- | ----------------------------------------------------------------------------------------------- | -------------- | ------------------------------------------ | ----------- | ---- |
| Пам'ятник князю Володимиру                 | 1853 рік       | Архітектор: Олександр Тон Скульптор: Василь Демут-Малиновський (барельєфи) Петро Клодт (статуя) | бронза, чавун  | Володимирська гірка                        |             |      |
| Пам'ятник Богдану Хмельницькому            | 1888           | Архітектор: Ніколаєв В. М., Скульптор: Микешин М. Й.                                            | бронза, граніт | Софіївська площа                           |             |      |
| Пам'ятник Тарасу Шевченку                  | 1939           | Архітектор: Євген Левінсон Скульптор: Матвій Манізер                                            | бронза граніт  | Парк імені Тараса Шевченка                 |             |      |
| Пам'ятник Миколі Щорсу                     | 1954           | Архітектори: О. Власов, О. Заваров Скульптори: В. Бородай, М.Лисенко, М. Суходолов              | бронза граніт  | бульвар Тараса Шевченка                    |             |      |
| Пам'ятник Олександрові Пушкіну             | 1962           | (скульптор О. Ковальов, архітектор В. Г. Гнєздилов                                              | бронза граніт  | Пушкинський парк                           |             |      |
| Пам'ятник Лесі Українці                    | 1973           | Скульптор Г. Н. Кальченко, архітектор А. Ф. Ігнащенко                                           | бронза граніт  | пл. Лесі Українки                          |             |      |
| Пам'ятник екіпажу бронепоїзда «Таращанець» | 1974           | скульптор В. І. Зноба, архітектор Є. Пильник                                                    | бронза граніт  | сквер між вулицями Заслонова та Ялтинською |             |      |
| Пам'ятний знак на честь заснування Києва   | 1982           | скульптор В. Бородай, архітектор М. Фещенко                                                     | кований метал  | Набережне шосе                             |             |      |
| Монумент Незалежності                      | 2001           | Автор проекту Анатолій Кущ                                                                      | бронза мармур  | Майдан Незалежності                        |             |      |
| Пам'ятник Михайлу Грушевському             | 1998           | скульптор В. Чепелик, архітектори М. Кислий, Р. Кухаренко, Ю. Мельничук, інженер М. Печенов.    | бронза граніт  | вул. Володимирська, 57                     |             |      |
| Пам'ятник Петрові Сагайдачному             | 2001           | Архітектори: М. Л. Жаріков, Р. І. Кухаренко Скульптор: В. Швецов, О. Ю. Сидорук , Б. Ю. Крилов  | бронза камінь  | Контрактова площа                          |             |      |

## м. Севастополь
| Найменування пам'ятки                             | Дата створення          | Автор                                                                                 | Матеріал                            | Адреса                          | Охоронний № | Фото |
| ------------------------------------------------- | ----------------------- | ------------------------------------------------------------------------------------- | ----------------------------------- | ------------------------------- | ----------- | ---- |
| Пам'ятник Олександрові Казарському                | 1834                    | Архітектор: О. Г. Нюман Скульптор: Брюллов О. П.                                      | інкерманський камінь, бронза, чавун | Матроський бульвар              |             |      |
| Пам'ятник Володимиру Корнілову                    | 1895, відновлено у 1983 | О. Більдерлінг, скульптор академік І. М. Шредер.                                      | бронза, граніт                      | Малахів курган                  |             |      |
| Пам'ятник затопленим кораблям                     | 1905                    | Архітектор: Фельдман В. А. Скульптор: Адамсон А. Г. Інженер: Оскар Іванович Енберг    | бронза, граніт                      | Севастопольська бухта           |             |      |
| Пам'ятник Едуарду Тотлебену та російським саперам | 1909                    | Автор проекту: Більдерлінг Олександр Олександрович Скульптор: Шредер Іван Миколайович | бронза, граніт                      | Історичний бульвар, вул. Леніна |             |      |

## Вінницька область
| Найменування пам'ятки     | Дата створення | Автор                                                       | Матеріал | Адреса                                      | Охоронний № | Фото |
| ------------------------- | -------------- | ----------------------------------------------------------- | -------- | ------------------------------------------- | ----------- | ---- |
| Пам'ятник Миколі Пирогову | 1971           | Скульптори: Н.Дерегус, Л. Сабанєєва, Архітектор: А.Корнєєв. | граніт   | Вінниця, вул. М. Пірогова                   |             |      |
| Пам'ятник М. Леонтовичу   | 1969           |                                                             | бронза   | Тульчинський район, м. Тульчин, вул. Леніна |             |      |

## Волинська область
| Найменування пам'ятки   | Дата створення | Автор                                                                 | Матеріал                   | Адреса                    | Охоронний № | Фото |
| ----------------------- | -------------- | --------------------------------------------------------------------- | -------------------------- | ------------------------- | ----------- | ---- |
| Пам'ятник Лесі Українці | 1976           | Скульптори: М. Обезюк, А. Німенко Архітектори: В. Жигулін, С. Кілессо | бронза, лабрадоріт, граніт | Луцьк, Театральний майдан |             |      |

## Донецька область
| Найменування пам'ятки          | Дата створення | Автор                     | Матеріал    | Адреса                                     | Охоронний № | Фото |
| ------------------------------ | -------------- | ------------------------- | ----------- | ------------------------------------------ | ----------- | ---- |
| Пам'ятник Артему (Ф. Сергєєву) | 1927           | Кавалерідзе Іван Петрович | залізобетон | Донецька обл., м. Святогірськ, гора Артема |             |      |

## Житомирська область
| Найменування пам'ятки | Дата створення | Автор                                              | Матеріал       | Адреса                                              | Охоронний № | Фото |
| --------------------- | -------------- | -------------------------------------------------- | -------------- | --------------------------------------------------- | ----------- | ---- |
| Пам'ятник О. Пушкіну  | 1899           | Скульптор Олешкевич Г. М., Архітектор Бетакі М. В. | бронза, граніт | Житомір, ріг вул. В. Бердичівська та Старий Бульвар | 1378        |      |

## Закарпатська область
| Найменування пам'ятки            | Дата створення | Автор | Матеріал       | Адреса                                                  | Охоронний № | Фото |
| -------------------------------- | -------------- | ----- | -------------- | ------------------------------------------------------- | ----------- | ---- |
| Пам'ятник Україна — визволителям | 1970           |       | бронза, граніт | Ужгород, вул. Собранецька, українсько-словацький кордон |             |      |
| Пам'ятник Й.Бокшаю та А. Ерделі  | 1993           |       | бронза         | Ужгород, пл. Жупанатська                                |             |      |

## Івано-Франківська область
| Найменування пам'ятки     | Дата створення               | Автор              | Матеріал         | Адреса                                 | Охоронний № | Фото |
| ------------------------- | ---------------------------- | ------------------ | ---------------- | -------------------------------------- | ----------- | ---- |
| Пам'ятник Адаму Міцкевичу | 1898, 1930 — реконструйовано | Тадеуш Блотницький | бронза, пісковик | Івано-Франківськ, вул. Адама Міцкевича |             |      |

## Львівська область
| Найменування пам'ятки     | Дата створення | Автор        | Матеріал       | Адреса                     | Охоронний № | Фото |
| ------------------------- | -------------- | ------------ | -------------- | -------------------------- | ----------- | ---- |
| Пам'ятник Адаму Міцкевичу | 1904           | Антон Попель | бронза, граніт | Львів, пл. Адама Міцкевича |             |      |

## Одеська область
| Найменування пам'ятки                                                                                       | Дата створення             | Автор                                                                 | Матеріал                 | Адреса                                     | Охоронний № | Фото |
| --- | -------------------------- | --------------------------------------------------------------------- | ------------------------ | ------------------------------------------ | ----------- | ---- |
| Пам'ятник генерал-губернатору Новоросійського краю А. Е. Ришельє                                            | 1826                       | Архітектор: Аврам Мельников та Франческо Боффо Скульптор: Іван Мартос | бронза, граніт, мідь     | Одеса, Приморський бульвар                 | 150003-Н    |      |
| Пам'ятник генерал-фельдмаршалу, генерал-губернатору Новоросійського краю і Бессарабії князю М. С. Воронцову | 1863                       | Архітектор: Франческо Боффо Скульптор: Фридрих Бруггер                | бронза, кримський діорит | Одеса, Соборна площа                       | 150006-Н    |      |
| Пам'ятник поету О. С. Пушкіну                                                                               | 1888                       | Архітектор: Хрисан Васильєв Скульптор: Жозефіна Полонська та Реутов   | бронза, граніт           | Одеса, Приморський бульвар                 | 150004-Н    |      |
| Пам'ятник офтальмологу В. П. Філатову                                                                       | 1967                       | Скульптор: О. Ковальов                                                | мармур                   | Одеса, Французький бульвар                 | 150005-Н    |      |
| Пам'ятник російському полководцю О. В. Суворову                                                             | 1913, встановлено у 1945 р | Скульптор: Едуардс Борис Васильович                                   | чавун, бронза, граніт    | Одеська обл., м. Ізмаїл, проспект Суворова | 150014-Н    |      |

## Полтавська область
| Найменування пам'ятки          | Дата створення               | Автор | Матеріал              | Адреса                                                            | Охоронний №     | Фото |
| ------------------------------ | ---------------------------- | --- | --------------------- | ----------------------------------------------------------------- | --------------- | ---- |
| Монумент Слави                 | 1811                         | Архітектор: М. Амвросимов, Тома де Томон Скульптор: Ф. Ф. Щедрін, І. П. Мартос, І. Гордєєв, П.Якимов (Єкимов) | чавун, бронза, граніт | Полтава, Жовтневий парк                                           | 577/1, 160010-Н |      |
| Пам'ятник Івану Котляревському | 1903                         | Автор проекту: Леонід Позен, О. Ширшов Архітектор: П. Певний, О. Зінов'єв Скульптор: П. Певний                | граніт, бронза        | Полтава, вул. Івана Котляревського                                |                 |      |
| Пам'ятник Миколі Гоголю        | 1915                         | Скульптор: Леонід Позен                                                                                       | бронза, залізобетон   | Полтава, вул. Миколи Гоголя                                       |                 |      |
| Пам'ятник Григорію Сковороді   | 1922, реконструйовано у 1972 | | бронза, граніт        | Полтавська обл., Лохвицький р-н, м. Лохвиця, вул. Тараса Шевченка | 160021-Н        |      |
| Пам'ятник Миколі Гоголю        | 1911                         | | бронза, граніт        | Полтавська обл., Миргородський р-н, с. Великі Сорочинці           | 160029-Н        |      |

## Харківська область
| Найменування пам'ятки          | Дата створення | Автор                                                                            | Матеріал           | Адреса                   | Охоронний № | Фото |
| ------------------------------ | -------------- | -------------------------------------------------------------------------------- | ------------------ | ------------------------ | ----------- | ---- |
| Пам'ятник Олександрові Пушкіну | 1904           | Скульптор Едуардс Борис Васильович                                               | бронза, граніт     | Харків, пл. Поезії       | 200010-Н    |      |
| Пам'ятник Василю Каразіну      | 1907           | скульптор І. Андреолетті та архітектор О. М. Бекетов.                            | бронза, граніт     | Харків, пл. Свободи      | 200011-Н    |      |
| Пам'ятник Миколі Гоголю        | 1909           | Скульптор Едуардс Борис Васильович                                               | бронза, граніт     | Харків, пл. Театральна   | 200013-Н    |      |
| Пам'ятник Тарасу Шевченку      | 1935           | Автор проекту: М. Г. Манізер Архітектор: Й. Г. Лангбард Скульптор: М. Г. Манізер | бронза, лабродорит | Харків, вул. Сумська, 35 | 200014-Н    |      |

## Херсонська область
| Найменування пам'ятки         | Дата створення  | Автор                                                                        | Матеріал                     | Адреса                                                               | Охоронний № | Фото |
| ----------------------------- | --------------- | ---------------------------------------------------------------------------- | ---------------------------- | -------------------------------------------------------------------- | ----------- | ---- |
| Пам'ятник адміралу Ф.Ушакову  | 1957, 1970      |                                                                              | бронза                       | Херсон, проспект Ф.Ушакова                                           |             |      |
| Монумент «Легендарна тачанка» | 1967            | Скульптори Ю.Лоховінін, Л.Міхайльонок, Л.Радіонов, архітектор Є.Полторацький | бронза, криця, чавун, граніт | Херсонська обл, Каховський р-н, м. Каховка                           |             |      |
| Половецькі кам'яні скульптури | XI-XII століття |                                                                              | сірий пісковик               | Херсонська обл., Чаплинський р-н, смт. Асканія Нова, заповідний степ |             |      |

## Хмельницька область
| Найменування пам'ятки      | Дата створення | Автор | Матеріал       | Адреса                                           | Охоронний № | Фото |
| -------------------------- | -------------- | ----- | -------------- | ------------------------------------------------ | ----------- | ---- |
| Пам'ятник Устиму Кармалюку | 1974           |       | бронза, граніт | Хмельницька обл., Летичівський р-н, смт. Летичів | 220009-Н    |      |

## Черкаська область
| Найменування пам'ятки | Дата створення | Автор | Матеріал       | Адреса  | Охоронний № | Фото |
| --------------------- | -------------- | --- | -------------- | ------- | ----------- | ---- |
| Меморіал Вічної Слави | 1977           | Архітектори: А. Ф. Ігнащенко, О. С. Ренькас Скульптори: Г. Н. Кальченко, Е. М. Кунцевич, Б. П. Микитенко | бронза, граніт | Черкаси |             |      |

## Чернігівська область
| Найменування пам'ятки                             | Дата створення | Автор                                                      | Матеріал       | Адреса                                                                       | Охоронний № | Фото |
| ------------------------------------------------- | -------------- | ---------------------------------------------------------- | -------------- | ---------------------------------------------------------------------------- | ----------- | ---- |
| Пам'ятник Миколі Гоголю                           | 1881           |                                                            | бронза, граніт | Чернігівська обл., Ніжинський р-н, м. Ніжин, Парк ім. Миколи Гоголя          | 250020-Н    |      |
| Пам'ятник жертвам Батуринської трагедії 1708 року | 2004           | Автор проекту: Анатолій Гайдамака, скульптор Микола Обезюк | бронза, граніт | Чернігівська обл., Бахмацький р-н, м. Батурин, Цитадель Батуринської фортеці | 250008-Н    |      |